# جنگ انگلیس-زنگبار
جنگ انگلیس-زنگبار در ۲۷ اوت ۱۸۹۶ مابین بریتانیای کبیر و سلطان‌نشین زنگبار اتفاق افتاد. این جنگ تنها به مدت ۳۸ دقیقه طول کشید که آن را به عنوان رکورد دار کوتاه‌ترین جنگ بین دو کشور ثبت نمود. دلیل اصلی جنگ مرگ سلطان طرفدار انگلیس حمد بن ثوینی البوسعید و جانشینی وی توسط خالد بن برغش البوسعید بود. در پی این نبرد ۵۰۰ مدافع زنگبار کشته شدند و خالد بن برغش البوسعید به سفارت آلمان پناه برد و از آنجا به آفریقای جنوب غربی فرار کرد و همان‌جا پناهنده شد.